# Малага (футбольний клуб)
«Ма́лага» (ісп. Málaga Club de Fútbol) — іспанський футбольний клуб із міста Малага, який виступає у Прімері Федерасьйон. Заснований 1948 року. Домашні матчі проводить на стадіоні «Ла-Росаледа», який вміщує 30 044 глядачі.

## Історія
Початком сучасної «Малаги» можна вважати її попередника — «Клуб Депортіво Малага», резервною командою якого і був нинішній «Малага Клуб де Футбол». Клуб був заснований 25 травня 1948 року, коли «КД Малага» реформував дитячо-юнацьку команду «КД Томас» із метою створення на її базі своєї резервної команди. Вона отримала назву «Клуб Атлетіко Малагуеньйо».
Протягом сезону 1959—1960 обидві команди грали разом у третьому дивізіоні. За правилами змагань, «КА Малагуеньйо» мав понизитися у класі (одночасна участь основної і резервної команди в одному дивізіоні заборонені). Щоб уникнути цього, «Клуб Атлетіко Малагуеньйо» розірвав стосунки з «КД Малага» і зареєструвався як окремий незалежний клуб.
В 1992 році, коли «КД Малага» з фінансових причин припинив існування, «КА Малагуеньйо» продовжував виступати. У сезоні 1992—1993 команда грала в 9-й групі Терсери (4-й іспанський дивізіон). Успішно закінчивши чемпіонат, клуб здобув путівку до Сегунди Б. Однак наступного сезону клуб вибув і знаходився на межі розпаду через серйозні фінансові проблеми. На референдумі 19 грудня 1993 року члени клубу висловилися «за» зміну назви. Таким чином «КА Малагуеньйо» був перейменований на «Малага Клуб де Футбол», ставши офіційним правонаступником команди-засновника «Клуб Депортіво Малага».
В сезоні 1998—1999 «Малага» виграла турнір у Сегунді А і вперше за свою новітню історію вийшла до вищого дивізіону іспанського футболу.
У 2000-х роках клуб виростив талановиту молодь і поповнився сильними гравцями, а також представив сучасніший стадіон. І хоч «Малага» ніколи не посідала високих місць, вона досить успішно виступала під керівництвом популярного тренера Хоакіна Пейро.
Команда лише один раз брала участь у єврокубках, але здобула трофей — Кубок Інтертото, послідовно пройшовши «Гент», «Віллем II» і здолавши в «іспанському фіналі» «Вільярреал». Цей успіх дозволив клубові вийти до Кубка УЄФА.
У цьому турнірі андалусійці дійшли до чвертьфіналу, поступившись «Боавішті» у серії пенальті, але здолавши на турнірному шляху боснійський «Железнічар», польську «Аміку», англійський «Лідс Юнайтед» із загальним рахунком 2:1 завдяки дублю панамця Делі Вальдеса на Елланд Роуд, і афінський «AEK».
Після того, як пішов Пейро, почався поступовий спад. Провідні гравці, серед яких уругваєць Даріо Сільва, голландець Кікі Мусампа, Хуліо Делі Вальдес і відомий воротар Педро Контрерас, залишили клуб.
Команду очолив Хуанде Рамос і одразу видав найкращий результат «Малаги» в її історії — домашній розгром «Барселони» 5:1, з хет-триком орендованого у «Валенсії» Сальви. Хуанде Рамос наступного сезону пішов здобувати титули до «Севільї», а до Малаги приїхав Грегоріо Мансано.
Однак Мансано, прийнявши команду на високому для неї 10-му місці, не зміг зупинити її падіння, і в наступному сезоні «Малага» вибула в Сегунду, посівши останнє місце, та набравши всього 24 очки. В Сегунді падіння продовжилося, незважаючи на вдалий старт сезону. Два тури з шести останніх «Малага» перебувала в зоні вильоту, проте змогла врятуватися.
Наступний сезон (2007—2008) у Сегунді нічого гарного не обіцяв. Багато гравців продали, фанати турбувалися за долю команди. Проте, вигравши 8 з 11 стартових матчів, «Малага» претендувала на підвищення у класі, але настав спад форми і лідерство перехопила «Нумансія». Перед останнім туром «Малага» конкурувала за вихід до Прімери зі «Спортингом» з Хіхона і «Реал Сосьєдадом». Умови були непрості: «Малазі» необхідна була власна перемога і втрата очок одним із суперників. Малажани виграли 2:1, посіли друге місце і вийшли до Прімери разом з хіхонцями.

## Єврокубки
| Сезон   | Змагання            | Раунд           | Суперник     | Перший матч | Другий матч | Результат  |
| ------- | ------------------- | --------------- | ------------ | ----------- | ----------- | ---------- |
| 2002    | Кубок Інтертото     | Третій раунд    | Гент         | 3–0         | 1–1         | 4–1        |
| 2002    | Кубок Інтертото     | Півфінал        | Віллем II    | 2–1         | 0–1         | 3–1        |
| 2002    | Кубок Інтертото     | Фінал           | Вільярреал   | 0–1         | 1–1         | 2–1        |
| 2002–03 | Кубок УЄФА          | Перший раунд    | Желєзнічар   | 0–0         | 1–0         | 1–0        |
| 2002–03 | Кубок УЄФА          | Другий раунд    | Аміка        | 2–1         | 1–2         | 4–2        |
| 2002–03 | Кубок УЄФА          | Третій раунд    | Лідс Юнайтед | 0–0         | 1–2         | 2–1        |
| 2002–03 | Кубок УЄФА          | Четвертий раунд | АЕК          | 0–0         | 0–1         | 1–0        |
| 2002–03 | Кубок УЄФА          | Чвертьфінал     | Боавішта     | 1–0         | 1–0         | 1–1 (пен.) |
| 2012–13 | Ліга чемпіонів УЄФА | Раунд плей-оф   | Панатінаїкос | 2–0         | 0–0         | 2–0        |
| 2012–13 | Ліга чемпіонів УЄФА | Група C         | Зеніт        | 3–0         | 2–2         | 1 місце    |
| 2012–13 | Ліга чемпіонів УЄФА | Група C         | Андерлехт    | 0–3         | 2–2         | 1 місце    |
| 2012–13 | Ліга чемпіонів УЄФА | Група C         | Мілан        | 1–0         | 1–1         | 1 місце    |
| 2012–13 | Ліга чемпіонів УЄФА | 1/8 фіналу      | Порту        | 1–0         | 2–0         | 2–1        |
| 2012–13 | Ліга чемпіонів УЄФА | Чвертьфінал     | Боруссія Д   | 0–0         | 2–3         | 2–3        |

## Досягнення
- Сегунда Дивізіон
  - Переможець (4): 1951-52, 1966-67, 1987-88, 1998-99
- Кубок Інтертото: 
  - Володар (1): 2002
- Ліга чемпіонів УЄФА: 
  - 1/4 фіналу: 2012-2013

## Відомі гравці
- Катанья
- Альберт Луке
- Франціско Руфете
- Хосемі
- Сальва Бальєста
- Марсіо Аморозо
- Сіріл Маканакі
- Пауло Ванчопе
- Марсело Ромеро
- Даріо Сільва
- Мартін Демікеліс
- Жуліо Баптіста
- Руд ван Ністельрой
- Хоакін Санчес